# Cyaniris cimon
Cyaniris cimon är en fjärilsart som beskrevs av Lewin 1795. Cyaniris cimon ingår i släktet Cyaniris och familjen juvelvingar. Inga underarter finns listade i Catalogue of Life.